# Le Jugement des flèches

Le Jugement des flèches (Run of the Arrow) est un film américain réalisé par Samuel Fuller en 1957.

## Synopsis
Le 9 avril 1865, sur le champ de bataille d'Appomatox, le confédéré O'Meara, (Rod Steiger), tire la dernière balle de la Guerre de Sécession sur le lieutenant nordiste Driscoll, (Ralph Meeker). Celui-ci gravement blessé à la poitrine est ramené à l'hôpital où il guérit.
O'Meara revient dans sa ville ; fêté comme un héros, on lui remet comme trophée la balle qu'il a tirée ornée d'une inscription commémorative qu'il portera désormais en sautoir. Mais il n'accepte pas comme ses compatriotes et sa famille la défaite, le rattachement aux États-Unis et exaspéré il va poursuivre le combat en rejoignant les Sioux qui luttent encore contre les Yankees. Il échappe aux Nordistes qui pourraient le capturer et arrivé sur le territoire des Indiens, il subit le terrible " Jugement des flèches", course pieds nus où l'on doit échapper aux flèches de ses poursuivants. Il y parvient grâce à la complicité de Yellow Mocassin, (Sara Montiel) qui le cache. Sorti vainqueur de l'épreuve, il est admis parmi les Sioux, épouse la jeune Indienne qui l'a sauvé et adopte son fils qui est muet, (Billy Miller).
Les années passent, la paix s'installe. O'Meara renoue avec ses anciens adversaires en guidant les ingénieurs qui construisent le fort Abraham Lincoln en bordure du territoire sioux sous la protection d'un détachement militaire commandé par le capitaine Clark, (Brian Keith). Parmi les Indiens, certains n'acceptent pas les compromis ni la présence des militaires comme Crazy Wolf, (H. M. Wynant) qui va tendre une embuscade à un convoi et tuer le capitaine Clark.
Cela va devenir l'occasion pour le lieutenant Driscoll de prendre le commandement, l'alibi de violer le traité de paix et la possibilité de faire pendre O'Meara pour trahison. Les Sioux contre-attaquent, massacrent les soldats et capturent Driscoll qui est attaché au poteau de torture. O'Meara qui avait été délivré lors de l'affrontement, met fin à ses souffrances avec la balle qu'il portait sur sa poitrine, celle qui avait blessé Driscoll à Appomatox...

## Fiche technique
- Titre original : Run of the Arrow
- Titre français : Le Jugement des flèches
- Réalisation : Samuel Fuller
- Assistant de réalisation : Ben Chapman
- Scénario : Samuel Fuller
- Photographie : Joseph F. Biroc
- Effets spéciaux : Norman Breedlove
- Son : Audrey Granville, Terry Kellum, Bert Schoenfeld, Virgil Smith
- Montage : Gene Fowler Jr.
- Direction artistique : Albert S. D'Agostino, Jack Okey
- Décors : Bertram C. Granger
- Maquillage : Larry Germain, Harry Maret
- Musique : Victor Young, Max Steiner
- Lyrics : Purple Hills avec Milton Berle et Buddy Arnold
- Orchestration : Sidney Cutner
- Production : Samuel Fuller
- Directeur de production : Gene Bryant
- Sociétés de production : RKO Pictures puis Universal Pictures
- Pays d'origine : États-Unis
- Société de distribution : Universal Pictures
- Dates de sortie : 
  - États-Unis : 5 septembre 1957
  - France : 21 janvier 1959
- Format : Couleurs (Technicolor) - 35mm - 2,00:1 (Scope) - Mono (RCA Sound Recording)
- Genre : Western
- Durée : 82 minutes

## Distribution
- Rod Steiger  (V.F : André Valmy) : John O'Meara
- Sara Montiel  (V.O : Angie Dickinson / V.F : Colette Fleury) : Yellow Moccasin/Gazelle au pied léger
- Ralph Meeker  (V.F : Pierre Gay) : Lieutenant Driscoll
- Charles Bronson  (V.F : Bernard Noël) : Blue Buffalo/Bison Bleu
- Jay C. Flippen  (V.F : Serge Nadaud) : Walking Coyote/Vaillant coyote
- H. M. Wynant  (V.F : Roger Rudel) : Crazy Wolf/Loup furieux
- Brian Keith  (V.F : Jean-François Laley) : Capitaine Clark
- Neyle Morrow  (V.F : Jacques Thebault) : Lieutenant Stockwell
- Frank DeKova (V.F : Jacques Berthier) : Red Cloud/Nuage Rouge
- Olive Carey  (V.F : Lita Recio) : Madame O'Meara
- Frank Warner (V.F : Jean Violette) : le chanteur et joueur de banjo
- Tim McCoy  (V.F : Raymond Loyer) : Général Allen
- Carleton Young (V.F : Gérard Férat) :le chirurgien
- Roscoe Ates : un homme à l'embarcadère
- Emile Avery : le général Ulysses S. Grant
- Frank Baker : le général Robert Lee
- Chuck Hayward : le brigadier-chef avec une selle
- Tex Holden : l'homme à la jambe de bois
- Billy Miller : Silent Tongue/Langue silencieuse
- Frank O'Connor : un homme sur le chantier
- Don Orlando : Vinci
- Stuart Randall : Colonel Taylor
- Chuck Roberson : le sergent qui s'enlise dans les sables mouvants (cascadeur)
- George Ross : l'archer (cascadeur)
- Ray Stevens : un Indien dans un canoë
- Bill White Jr. : le sergent Moore
- Kermit Maynard : le cavalier tenant le cheval du général Lee

## Autour du film
- Ce fut le premier film où l'on utilisa des pétards pour simuler l'impact des balles.
- Ce film produit par la RKO en faillite fut racheté par Universal qui le distribua ensuite avec son nom.
- Ne montrer que les pieds des participants lors de la course fut jugé très judicieux par les critiques. En fait, Rod Steiger s'était gravement foulé la cheville et ne pouvait ni marcher, ni courir alors un Indien lui ressemblant l'a remplacé et en filmant ses pieds nus martelant le sol cela a accentué la cruauté de l'épreuve et évité de voir la doublure.
- Les extérieurs de ce film ont été tournés à St George dans l'Utah.
- Dans ses mémoires, Samuel Fuller raconte qu'il tourna avec de véritables sioux. Mais ceux-ci étaient apeurés par l'équipe et le remue-ménage du film. Ils ne faisaient confiance qu'à Sara Montiel, qui servit d'intermédiaire durant tout le tournage. Épouse d'Anthony Mann, elle parlait parfaitement l'anglais, mais Samuel Fuller, ne voulant pas d'accent, la fit post-synchroniser par Angie Dickinson.